# 藤井幸雄
藤井幸雄（ふじい ゆきお、1922年3月10日 - 1997年7月20日）は、日本の気象学者。

## 略歴
北海道帯広市出身。1942年中央気象台附属気象技術官養成所(現気象大学校)本科卒、中央気象台に入り、気象庁予報課、気象研究所に勤務、応用気象研究室長。そのかたわら東京医科歯科大学で学び、1980年「食中毒発生の気象学的考察」で医学博士号を取得した。インテルハーツ生気象事業部長、エンペックス気象計 (株) 開発部勤務。
1997年7月20日、拡張型心筋症のため死去。

## 著書
- 『学校気象ガイドブック』誠文堂新光社 1970
- 『天気図をよもう』(小学生自然科学シリーズ)小峰書店 1975
- 『観天望気入門 天気変化を自分で知る本』 (プレイブックス)青春出版社 1976
- 『人生"お天気次第"100選』 (LLシリーズ) 産報出版 1979
- 『講談社カラー科学大図鑑 B-4 雲と天気のかんさつ』 1980
- 『お天気と気象のことがわかる本 明日の天気を知り、暮らしとビジネスに活かす法』日本実業出版社 1982
- 『たのしい気象観測』 (ジュニア図鑑百科) 実業之日本社 1984
- 『お天気観察入門』 (入門シリーズ)西東社 1986
- 『天気のことがよくわかる本』西東社 1990

### 共編著
- 『天気と健康』神山恵三共著 読売新聞社 1969
- 『気になる天気の話146』水沢周共編著 講談社 1994